# Дам-вейтер
Дам-вейтер (англ. dumb-waiter — «немой слуга, охранник») — столик с тремя круглыми столешницами, расположенными наподобие пирамиды, одна над другой, вращающимися на стойке (англ. tiers). Такие столики изготавливали в Англии с середины XVIII века для сервировки десертов в столовых аристократических особняков. Они несколько напоминают итальянские таццы. Дам-вейтеры могли служить и вспомогательными столиками с разными целями для слуг при смене блюд на торжественных обедах, а также для самих хозяев в обстановке частного завтрака или интимного ужина.
Русская транскрипция столь необычного названия свидетельствует о том, что вместе с модой на англицизмы такие устройства появлялись и в России, в дворянских усадьбах с середины XIX века.